# Strachówka
Strachówka è un comune rurale polacco del distretto di Wołomin, nel voivodato della Masovia.
Ricopre una superficie di 107,7 km² e nel 2004 contava 3 119 abitanti.